# Хилдегард фон Бинген
Света Хилдегард фон Бинген (на немски: Hildegard von Bingen; на латински: Hildegardis Bingensis), наричана Рейнската Сибила, е немска абатиса, монахиня, мистик, писателка и композитор от епохата на Средновековието.

## Биография
От средновековните източници не е възможно да бъдат определени точната дата и място на раждане. Предполага се, че е родена в Бермерсхайм фор дер Хьое през 1098 г. като десето дете в семейството на дребния благородник Хилдеберт фон Бермерсхайм и Мехтилда. На осемгодишна възраст бива поверена на абатисата Юта фон Спонхайм, сестра на граф Мегинхард фон Спонхайм, в близост до бенедектинския манастир Дизибоденберг. Юта се ползвала с голяма популярност и имала много последователки монахини. След смъртта ѝ през 1136 г. Хилдегард поема създадената от сестра Юта общност, след което групата се пренася в нов манастир в Рупертсберг в Бинген на Рейн. Говори се, че още от дете Хилдегард била болнава и имала видения. През 1141 г., пет години след избирането ѝ за водач на групата от монахини, получава видение, според което Бог ѝ нарежда: „Пиши каквото виждаш“. Средновековните биографии (следвайки типичния модел за скромност, характерен за агиографията като жанр) съобщават, че в началото тя се съмнява в своите видения и ги пази за себе си, но в крайна сметка се оставя да бъде убедена да ги записва.
Умира на 17 септември 1179 г. в основания от нея манастир в Рупертсберг. Впоследствие двама монаси – Готфрид и Теодорих – написват нейното житие.
Векове наред тя се е почитала като светица, въпреки че не е била канонизирана. През май 2012 г. папа Бенедикт XVI официално я канонизира, а през октомври същата година ѝ присвоява титлата Учител на църквата редом с имената на най-видни теолози и почитани светци.

## Пробуждането
През всичките тези години Хилдегард казва за виденията си само на сестра Юта и на един монах на име Волмар, който ѝ става доживотен приятел. През 1141 г. Хилдегард има видение, което променя живота ѝ завинаги: „И то дойде... когато бях на 42 години и седем месеца, Раят се отвори и ослепително ярката светлина ме заслепи и се вля в мозъка ми. Светлината запали сърцето и гърдите ми като огън, който не ме изгаря, но ме затопля... и внезапно аз разбрах тълкуванието на книгите.“ След това преживяване Хилдегард отново е залята с чувства за неспособност и колебание за действия: „Но, въпреки че чух и видях тези неща, поради съмненията и недоверието от моя страна, и поради многобройните разкази на други хора, дълго време отказвах да разказвам или да пиша за това не толкова заради упоритостта ми, колкото заради скромността ми, докато не бях бичувана от камшика на Господ и не се разболях.“
12 век е време на разкол и религиозни промени, и когато някой проповядва различна и нова доктрина, много бързо успява да събере последователи. Хилдегард осъжда разкола и през целия си живот проповядва срещу него, и по-специално срещу катарството. Иска виденията ѝ да бъдат узаконени от Католическата църква, въпреки че самата тя никога не се е съмнявала в това, че ѝ ги изпраща Бог. Пише писмо до Свети Бернар от Клерво, в което го моли за неговата благословия. Въпреки че отговорите му са чисто формални, тя се обръща към папа Евгений III, който забранява на Хилдегард да пише за това. За да определи дали нейните видения са изпратени от Бог, той създава комисия, която да посети Хилдегард. Декларират, че тя е истински мистик и не е душевно болна. С одобрението на папата на Хилдегард ѝ е разрешено да завърши книгата си „Scivias“ („Научи пътя на Господ“), което ѝ печели популярност отвъд Свещената Римска империя.

## Творчество
Хилдегард събира възгледите си в три книги. Първата и най-значима е „Scivias“ („Научи пътя“), завършена през 1151 г., а другите са „Liber vitae meritorum“ („Книга за заслугите на живота“) и „De operatione Dei“ („На божите действия“), известна също и като „Liber divinorum operum“ („Книга за божите произведения“). В тези книги, написани от разцвета на живота ѝ до смъртта ѝ през 1179, тя описва и интерпретира виденията си. Описанията на нейните видения са богато декорирани под нейно ръководство, най-вероятно от другите монахини в манастира, а илюстрациите по виденията ѝ са на монаха Волмар (виж илюстрацията). Интерпретациите ѝ върху виденията ѝ са традиционно католически. Нейните описания на физическите чувства, които съпътствали виденията ѝ, се диагностицират от невролозите като симптоми на мигрена, докато други виждат в тях просто живи отражения на господстващата тогава църковна доктрина. Книгите ѝ са били прославени през Средновековието, а за пръв път са отпечатани в Париж през 1513 г.

### Музика
Нарастващият напоследък интерес към жените в средновековната Църква довежда до популяризирането на Хилдегард и по-конкретно – музиката ѝ. Запазили са се осемдесет нейни композиции – много повече, отколкото при други средновековни композитори. Най-известното ѝ произведение е „Ordo Virtutum“ („Заповед на целомъдрието“), което е вид ранна оратория за няколко женски гласа и един мъжки — този на Дявола. Създадено е, както и останалите ѝ музикални творби, за изпълнение от монахините от манастира ѝ. Текстовете на композициите са на модифициран средновековен латински, уникален само за Хилдегард. За този език тя измисля много съкратени или сляти думи.
Музиката е монофонична, създадена за акомпанимент от малък брой инструменти и сопранови вокали. Наред с музиката, Хилдегард пише и много медицински, ботанически и геоложки трактати. Създава собствена, алтернативна азбука. „Lingua Ignota“, както тя наричала езиковите си интервенции, се смята за първия изкуствено създаден език.
Около 1150 г. Хилдегард мести манастира от Дизибоденберг, където монахините живели заедно с монасите, 30 км северно — в Бинген на Рейн. По-късно създава нов манастир, Айбинген, от другата страна на реката от Бинген. През следващите години тя е изключително продуктивна. Пише музика и текстове за нейните песни, повечето от които в чест на Дева Мария и други светци, за изпълняване на празници. Пише и антифонии. Има доказателства, че нейната творба „Ordo Virtutum“ („Заповед на целомъдрието“) е изпълнявана и в нейния манастир.

### Научни и теологически трудове
Написва и няколко творби по виденията си: „Vitae meritorum“ (1150–1163) (Книга „за заслугите на живота“) и „Liber divinorum operum“ (1163) („Книга на божествените творби“) — теологически разсъждения за микрокосмоса и макрокосмоса на човека като връх на божиите творения; човекът като огледало, отразяващо макрокосмоса.
Хилдегард написва и „Physica“ и „Causae et Curae“ (1150) – и двете за целебната сила на различни природни обекти. Двете книги са известни под общото заглавие „Liber subtilatum“ („Книга за тънкостите на разнообразната природа на нещата“). Книгата следва философията на Хилдегард – идеята, че човекът е най-висшето божествено творение, и че всичко е създадено, за да му служи.
Нейните научни възгледи произхождат от  античната гръцка космология на четирите елемента — огън, въздух, вода и земя, с техните допълващи ги характеристики: горещината, сушата, влага и студ, и техните съответствия в човешкото ежедневие: гняв, жизненост, флегматичност и меланхолия. Отделният човешки индивид е характеризиран от превеса на един или два от тези компоненти. В интерес на истината, използваме тези качества за характеризиране на даден човек. Болестите объркват деликатния баланс между тези качества и само консумацията на точното растение или животно, чието качество липсва, може да оправи състоянието. Ето защо при описването на растения, дървета, птици, животни и камъни, Хилдегард се концентрира върху медицинските качества на тези обекти. Например вратигата е топла и малко влажна, и затова е подходяща срещу компонентите, отговарящи на тези две качества — гнева и флегматичността. Който страда от възпаление на слизестата ципа и има кашлица, трябва да го изяде, за да се излекува.

### Полова любов
Писанията на Хилгедард са уникални и със своето позитивно отношение към сексуалните отношения и описанията на удоволствията от гледна точна на жената. Смята се, че книгите ѝ съдържат първото описание на женски оргазъм: „Когато жената люби мъжа, чувството на затопляне в нейния мозък, което изгаря със сладострастна наслада, пренася усещането на тази страст и призовава изпускането на мъжката семенна течност. И когато семето попадне на точното място, тази бурна топлина се пренася от мозъка в семето, където се задържа, и когато женският оргазъм свърши, всички части, които били отворени по време на менструацията се затварят силно като мъжки юмрук.“
Тя описва и това, че качеството на спермата, определя пола на детето, така както и любовта и страстта определят характера му. Според Хилдегард, най-лошият случай е, когато спермата е слаба и между родителите няма страст. Тогава се ражда озлобена дъщеря.
„Господ събра мъжа и жената, като по този начин събра силата със слабостта, които биха могли да се подкрепят взаимно. Но някои извратени прелюбодейци изразяват тяхната възмъжала сила в преверзна слабост, отхвърляйки характерните роли на мъжа и жената, и в тяхната слабост те безсрамно следват Сатаната, който в неговото самодоволно търсене разделя плътта от душата“
„...най-долна е жената, която поема по сатанинския път да играе мъжката роля, съешавайки се с друга жена. Това е жената, която се отдава на зли дела...“
„...И мъжете, които докосват сами своите полови органи и по този начин освобождават спермата си, сериозно застрашават душите си заради това, че възбудата води до безумие. Те се явяват пред мен като нечисти животни, изяждащи своите собствени деца, заради това че те порочно произвеждат сперма чрез оскърбително мърсуване...“
„...Когато някой се чувства възбуден заради телесно самозадоволяване, остави го да избяга като бежанец от сдържаността и спусни щита на целомъдрието, който ще го предпази от мръсотиите.“

## Божествени хармонии
Музиката е неизменна част от живота на Хилдегард. Тя я описва като улавяне на радостта и красотата на Рая. Според нея преди съгрешаването Адам имал хубав глас и заедно с ангелите пеел хвалебствия за Господ; след грехопадението била измислена земната музика и музикалните инструменти, създадени по поръчка на Господ.
Хилдегард пише химни и секвенции за възхвала на светци, светици и за Дева Мария. Тя пише в традицията на Грегорианското църковно пеене с единична вокална линия.
Интересът към музиката ѝ се увеличава и се радва на все по-голяма популярност. Групата „Sequentia“ прави запис на всички творби на Хилдегард, включително и части от метафоричните ѝ съчинения.

## Съчинения
- Scivias seu Visiones („Научи пътя“) (1141-51)
- Liber divinorum operum simplicis hominis („Книга за божите произведения“) (1163-73/74)
- Liber vitae meritorum („Книга за заслугите на живота“) (1158-63)
- Solutiones triginta octo quaestionum
- Explanatio Regulae S. Benedicti
- Explanatio Symboli S. Athanasii
- Vita S. Ruperti
- Vita S. Disibodi
- Physica, sive Subtilitatum diversarum naturarum creaturarum libri novem
- Hymnodia coelestis
- Ignota lingua, cum versione Latina
- Tractatus de sacramento altaris
- Homeliae LVIII in Evangelia
- Libri simplicis et compositae medicinae